# Beckókisfalu
Beckókisfalu (1899-ig Vieszka, szlovákul Beckovská Vieska) Kocsóc településrésze, korábban önálló falu Szlovákiában, a Trencséni kerületben, a Vágújhelyi járásban.

## Fekvése
Vágújhelytől 5 km-re keletre, a Vág bal oldalán található. Kocsóc közvetlen északi határában fekszik.

## Története
1396-ban említik először, nemesek birtoka, majd a beckói váruradalom része volt. 1479-ben „Kisfalw” néven említik. 1598-ban 24 háza állt. 1720-ban szőlőskertje és 36 adózó háztartása volt. 1784-ben 25 házában 35 család és 180 lakos élt.
A 18. század végén Vályi András így ír róla: „VIESZKA. Két tót faluk Trentsén Várm. földes Uraik B. Révay, és több Uraságok, lakosai többfélék, fekszenek Vágújhelyhez, Beczkóhoz, és Pukovhoz közel; határjaik ollyanok, mint Kocsóczé.”
1828-ban 30 háza volt 272 lakossal, akik mezőgazdasággal és szeszfőzéssel foglalkoztak.
Fényes Elek 1851-ben kiadott geográfiai szótárában így ír a faluról: „Vieszka, Trencsén m. tót f. a beczkói uradalomban, 228 kath., 15 evang., 14 zsidó lak. Ut. p. Trencsén.”
1910-ben 244, túlnyomórészt szlovák lakosa volt. A trianoni békéig Trencsén vármegye Trencséni járásához tartozott.
1960-ban csatolták Kocsóchoz.

## Nevezetességei
Kúriája a 19. század első felében épült, a 20. század elején szecessziós stílusban építették át.

## Lásd még
- Kocsóc
- Vágrákó